# Ståpsalm

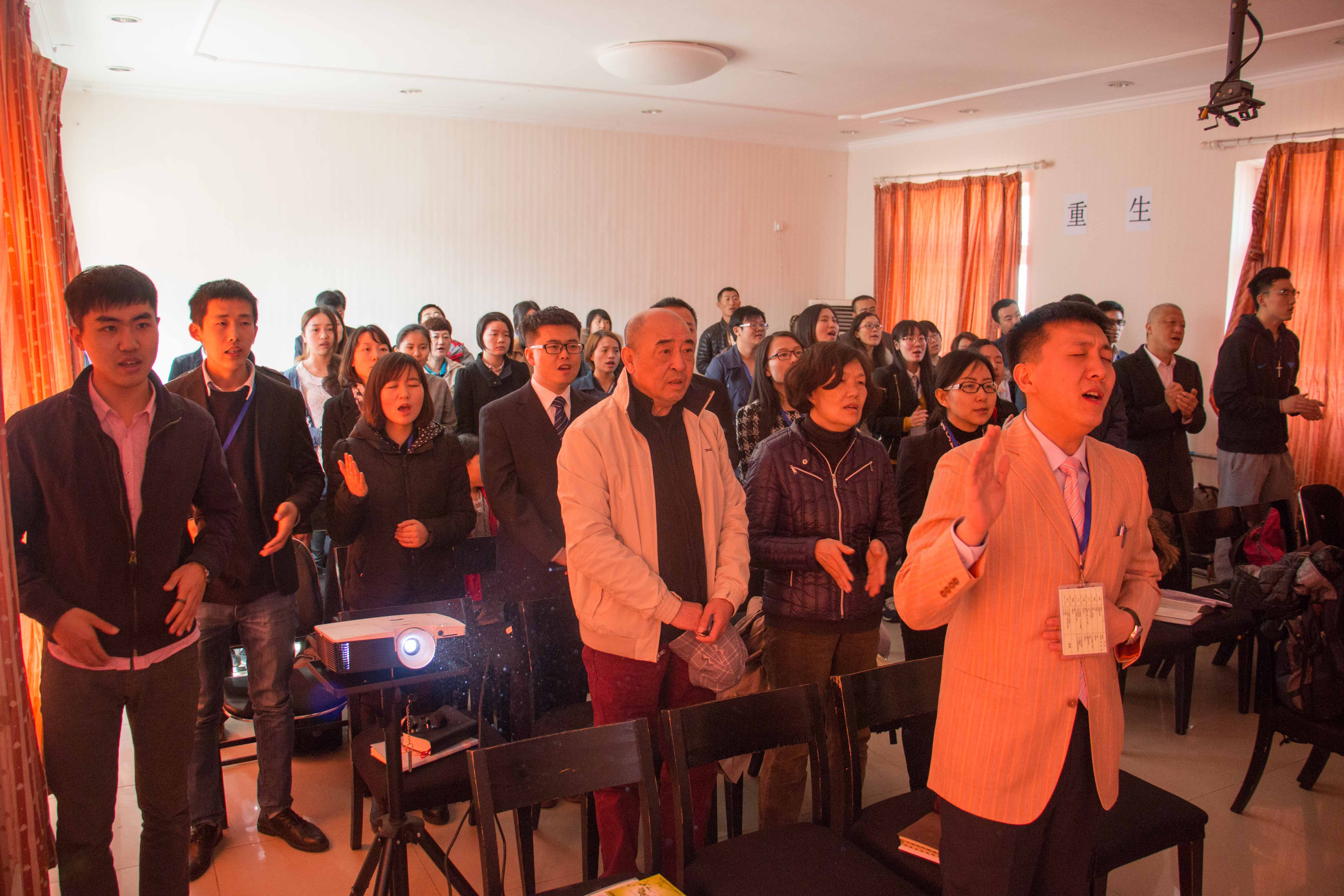
Kristna sjunger liturgiskt i en kyrka i Shunyi.

En ståpsalm är en psalm som i Den svenska psalmboken markeras med asterisk, vilket innebär att den skall sjungas stående. I Sverige har traditionen varit vanligast i Svenska kyrkan, och inför utgivandet av 1986 års ekumeniska psalmbok fanns planer på att stryka märkningarna, sedan ståpsalmsfenomenet visat sig vara mindre vanligt i frikyrkosamfund, något som dock aldrig blev av.
Psalmerna ifråga (det kan även handla om enstaka, ofta avslutande, verser), har i regel lovsångskaraktär till den treenige gudens ära. I Koralbok för Nya psalmer, 1921 står följande: "Med * betecknas de psalmverser, vilka församlingen enligt mera allmänt vedertagen sed plägar sjunga stående."

### Fotnoter
1. ↑  Erik Gruvebäck (25 februari 2010). ”En ny jublande sång?”. Linköpings universitet. sid. 48. http://liu.diva-portal.org/smash/get/diva2:391337/FULLTEXT01.pdf. Läst 21 december 2015.